# Haval H2
El Haval H2 es un CUV de segmento B subcompacto de la marca Haval producido por el fabricante chino Great Wall Motors.

## Historia
El Haval H2 Red Label debutó en el Salón del Automóvil de Beijing 2014. A pesar de tener una insignia Red Haval, el crossover se lanzó antes de la estrategia de mercado de las etiquetas Roja y Azul. El Haval H2 Blue Label se lanzó más tarde en el Auto Show de Chengdu 2016, lo que convirtió al H2 en el primer Haval que se vendió en etiquetas rojas y azules. Aunque tienen un precio similar y tienen el mismo sistema de propulsión y desempeño, los autos Red Label generalmente tienen un estilo más conservador y los autos Blue Label tienen un estilo más agresivo y están dirigidos a mercados más jóvenes.
El Haval H2 está propulsado por un motor de gasolina de cuatro cilindros y 1,5 litros turboalimentado que produce 110 kW y 210 Nm y está acoplado a una transmisión automática de seis velocidades.
En julio de 2021, el sitio web de ANCAP enumera al Haval H2 como el que recibió la clasificación de seguridad máxima, cinco estrellas.
|                                       |
| Frente del Haval H2 de etiqueta azul. |

|                                              |
| Parte trasera del Haval H2 de etiqueta azul. |

### Malasia
El Haval H2 se lanzó en Malasia en mayo de 2016 con tres variantes disponibles: Estándar, Confort y Premium. El estándar solo se podía tener con una caja de cambios manual de seis velocidades, mientras que las variantes Comfort y Premium solo se podían tener con una unidad automática de seis velocidades. Los primeros modelos se importaron completamente de China y los modelos ensamblados localmente estaban disponibles oficialmente a partir de septiembre de 2016. Solo estaban disponibles dos modelos ensamblados localmente: Comfort y Premium.

### Irán
El Haval H2 fue presentado en el Salón Automotriz de Teherán 2017 en Irán por Bahman Group, el fabricante del automóvil en Irán.

### Europa
En junio de 2019, Great Wall inicia la exportación en Italia del H2 Red Label con gasolina 1.6 Turbo 146 CV o GLP biocombustible homologado Euro 6D-Temp.
|                                      |
| Frente del Haval H2 de etiqueta roja |

|                                             |
| Parte trasera del Haval H2 de etiqueta roja |